# Aéroport d'Amami
L'aéroport d'Amami (奄美空港, Amami Kūkō), code IATA : ASJ • code OACI : RJKA, est un aéroport situé à 21,9 km d'Amami, ville sur l'île d'Amami Ōshima, au Japon.

## Histoire
L'aéroport d'Amami a été ouvert sous le nom d' Amami Oshima Airport (奄美大島空港, Amami-Ōshima Kūkō)  le 1er juin 1964 avec une piste de 1240 mètres à environ 2 kilomètres au sud-ouest de la position actuelle. Un nouvel aéroport avec une piste de 2000 mètres pour accepter des avions à réaction a été ouvert le 10 juillet 1988, date à laquelle l'ancien aéroport a été fermé. Les anciens vestiges des anciens aéroports sont encore visibles par satellite.

## Situation

### Carte des 50 principaux aéroports du Japon
| Akita Amami Aomori Asahikawa Chūbu Fukuoka Fukushima Hakodate Hanamaki Hiroshima Ibaraki Ishigaki Izumo Kagoshima Kansai Kitakyushu Kobe Kōchi Komatsu Kumamoto Kumejima Kushiro Iwakuni Matsuyama Memanbetsu Miho-Yonago Misawa Miyako Miyazaki Nagasaki Nagoya Naha Tokyo · Narita Niigata Ōita Okayama Osaka Saga Sendai Shin-Chitose Shizuoka Shonai Takamatsu Tokachi-Obihiro Tokushima Tokyo · Haneda Tottori Toyama Tsushima Yamaguchi Ube |

## Compagnies aériennes et destinations

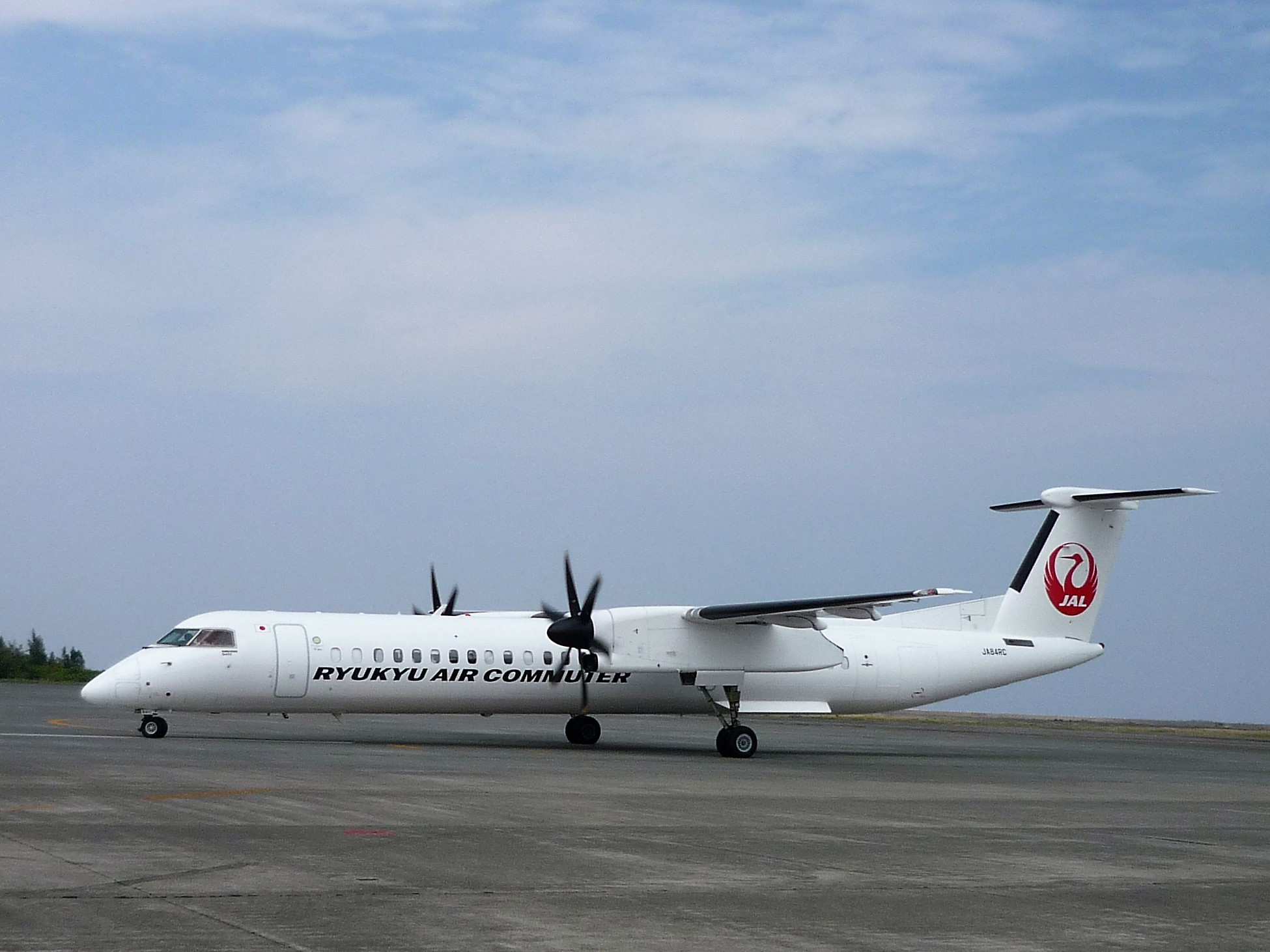
Un DH8D opéré par la compagnie Japan Airlines sur le tarmac de l'aéroport d'Amami

### Passager
| Compagnies                                   | Destinations                                              |
| -------------------------------------------- | --------------------------------------------------------- |
| Japan Airlines                               | Osaka, Tokyo-Haneda                                       |
| Japan Airlines opéré par J-Air               | Fukuoka, Kagoshima                                        |
| Japan Airlines opéré par Japan Air Commuter  | Kagoshima, Kikai (en), Tokuno Shima (en), Yoron Jima (en) |
| Japan Airlines opéré par Ryukyu Air Commuter | Okinawa-Naha                                              |
| Peach                                        | Osaka-Kansai, Tokyo-Narita                                |
| Skymark Airlines                             | Kagoshima                                                 |

Édité le 23/05/2020

## Statistiques
Pour des raisons techniques, il est temporairement impossible d'afficher le graphique qui aurait dû être présenté ici.

Voir la requête brute et les sources sur Wikidata.